# Юзеф Вандзик
Юзеф Стефан Вандзик (пол. Józef Stefan Wandzik; нар. 13 серпня 1963, Тарновські Гури, Польща) — польський футболіст та тренер, виступав на позиції воротаря. Гравець збірної Польщі, учасник чемпіонату світу 1986 року.

## Кар'єра гравця
Розпочав свою кар'єру в клубі «Родло Горники» з міста Битом. Потім захищав кольору «Руху» з Хожува. У сезоні 1984/85 років перейшов у «Гурник» (Забже), з яким став чотирикратним чемпіоном Польщі та одного разу бронзовим призером чемпіонату, в також одного разу виграв Суперкубок Польщі. Першим закордонним клубом Вандзика був грецький «Панатінаїкос», до якого він приєднався влітку 1990 року. Разом з командою тричі став чемпіоном Греції, чотири рази завоював Кубок Греції, а також двічі ставав володарем суперкубку Греції. З «Панатінаїкосом» воротар домігся великого успіху, вийшовши до півфіналу Ліги чемпіонів у 1995 році, де греки поступилися лише в другому матчі «Аяксу». У той же час Юзеф провів 906 та 988 «сухих» хвилин, що за цим показником є третім та четвертим найкращим результатом у грецькому футболі. Його виступи були незабутніми для фанатів, і він заслужив прізвисько «Vouno» (в перекладі «гора»), прізвисько, яке він заробив протягом багатьох років, виступаючи за клуб. Після майже десятиліття в «Панатінаїкосі», футболіст провів по сезону в «Аполлон Смірнісі» та «Атінаїкосі», перш ніж завершити свою кар'єру в 2001 році. Він був нагороджений Федерацією футболу Греції Прижиттєвою премією за його відданість і заслуги перед грецьким футболом. Дехто вважає Юзефа Вандзика найвидатнішим воротарем-легіонером в історії грецького футболу

## Кар'єра в збірній
На міжнародному рівні захищав честь юнацької збірної Польщі U-18 на чемпіонаті світу 1981 року, де разом з юнацькою «кадрою» дійшов до фіналу. На молодіжному чемпіонаті світу (U-20) разом з поляками завоював бронзові нагороди.
У збірної Польщі дебютував 8 грудня 1985 року в матчі проти Тунісу і протягом багатьох років був основним воротарем країни. Він також встановив рекорд: не пропускав в 25 матчах, випередивши рекорд легендарного Яна Томашевського. Останній матч у футболці збірної для Юзефа відбувся 25 квітня 1995 в місті Забже, проти Ізраїлю. Всього він зіграв 52 матчі у складі збірної Польщі, пропустивши 53 м'ячі. Незважаючи на значну кількість матчів у футболці головної збірної країни, єдиним великим турніром для Вандзика став чемпіонату світу 1986 року. Проте на ньому Юзеф був лише третім воротарем, після Юзефа Млинарчика та Яцека Казімерського, внаслідок чого на чемпіонаті світу не зіграв жодного офіційного поєдинку.

## Кар'єра тренера
По завершенні кар'єри футболіста у 2001 році працював тренером воротарів у грецькому клубі «Калітея». Наступного року нетривалий період часу працював виконувачем обов'язків головного тренера вище вказаного клубу. Після цього працював дитячим тренером у молодіжних академіях різних клубів. У 2014 році також був виконувачем обов'язків головного тренера АО Неа Іонія. З 2015 по 2017 рік тренував воротарів клубів АО Трикала та «Олімпіакос» (Волос). З 2017 році працює в тренерському штабі клубу «Аіттітос Спарта», відповідає за підготовку воротарів.

## Кар'єра в кіно
Мав у своєму активі й кінодебют. Виконав роль воротаря клубу «Чарних» (Забже) у фільмі Януша Заорського «Воротарський покер» (1988).

## Досягнення

### Як гравця
«Гурник» (Забже)
- Перша ліга Польщі
  -  Чемпіон (4): 1984/85, 1985/86, 1986/87, 1987/88
  -  Бронзовий призер (1): 1988/89

- Суперкубок Польщі
  -  Володар (1): 1988

«Панатінаїкос»
- Суперліга Греції
  -  Чемпіон (3): 1990/91, 1994/95, 1995/96

- Кубок Греції
  -  Володар (4): 1990/91, 1992/93, 1993/94, 1994/95

- Суперкубок Греції
  -  Володар (2): 1993, 1994